# Listy dwóch młodych mężatek
Listy dwóch młodych mężatek (oryg. fr. Mémoires de deux jeunes mariées) – powieść Honoriusza Balzaka opublikowana po raz pierwszy w 1841 w czasopiśmie La Presse. Początkowo składała się z dwóch autonomicznych jednostek o tytułach  Wspomnienia młodej kobiety i Siostra Maria od Aniołów. Została zadedykowana George Sand.

## Czas powstania
Ta powieść epistolarna stanowi połączenie dwóch szkiców, które nigdy nie ujrzały światła dziennego. Pierwszy datowany na 1834 rok nosił tytuł Wspomnienia młodej kobiety (Mémoires d’une jeune femme), drugi z 1835 roku został zatytułowany Siostra Maria od Aniołów (Soeur Marie des Anges). W 1840 roku w liście do pani Hańskiej Balzac donosił o swej ambicji napisania powieści epistolarnej: Mam też na warsztacie powieść w listach, którą zatytułuję nie wiem jak, ponieważ "Siostra Maria od Aniołów" jest zbyt długa i obejmuje tylko pierwszą część. W czerwcu 1841 roku napisał do pani Hańskiej: Właśnie skończyłem "Listy dwóch młodych mężatek"
Powieść ukazywała się najpierw w odcinkach, w, należącym do wydawcy Balzaka, Souveraina, dzienniku La Presse w okresie od 1 listopada 1841 do 15 stycznia 1842 roku. Pomiędzy 26 listopada a 6 grudnia opublikowano listy od I do XXV, tworzące pierwszą część utworu. Pod koniec grudnia oraz 1 i 3 stycznia ukazała się druga część powieści – listy od XXVI do XLVII. Do połowy stycznia ukazała się ostatnia część powieści (listy od XLVIII do LIX). Powieść nie zawierała ani przedmowy, ani dedykacji, ani daty.
W styczniu 1842 roku Listy zostały wydane w dwóch tomach przez Souveraina. Balzac poprzedził je przedmową, dedykacją dla George Sand i datą "W Jardies, maj 1841". W pierwszym wydaniu Komedii ludzkiej (3 września 1842 roku) Balzac umieścił Listy na początku drugiego tomu przed Córką Ewy w Scenach z życia prywatnego. Zrezygnował też z podziału całości na trzy części i zmienił datę na: "Paryż 1841".

## Treść
Utwór napisany jest w formie korespondencji między Ludwiką de Chalieu i Renatą de Maucombe, dziewczętami z rodzin szlacheckich, wspólnie przebywającymi w klasztorze w młodym wieku, które w młodym wieku wyszły za mąż. Ludwika, pochodząca ze zubożałej rodziny, miała zostać zakonnicą, by jej rodzice mogli przekazać cały majątek jej dwóm braciom. Nieoczekiwany spadek po babci pozwala jej jednak wyjść za mąż, i to z miłości: poślubia hiszpańskiego barona Felipe Hénareza, z którym przeżywa cztery szczęśliwe lata. Gdy jej mąż nieoczekiwanie umiera, nawiązuje skandaliczny romans z młodszym od siebie poetą Gastonem. Egzaltowana i zazdrosna, podejrzewa go jednak o zdradę. Szpiegując Gastona, leżąc na zimnej i zroszonej trawie, dostaje suchot i wkrótce umiera. W tym samym czasie Renata zostaje wydana za mąż za Ludwika de L'Estorade, którego nie kocha. Podporządkowuje się jednak zwyczajom swojej warstwy społecznej, wspierając męża w karierze politycznej i rodząc mu trójkę dzieci. Stopniowo ich rodzina staje się jednym z bardziej wpływowych domów Paryża.

## Osoby występujące w powieści
- Armanda Ludwika Maria de Chaulieu – córka księcia i księżnej Chaulieu (ojciec zostanie ambasadorem francuskim w Hiszpanii, matka jest kochanką Canalisa. W 1823 roku w wieku 18 lat opuszcza klasztor i pojawia się z sukcesem na paryskich salonach. W wieku trzydziestu lat popełniła samobójstwo. Jest wspomniana w Pani Firmiani i Beatrix.
- Felipe Henarez – książę Soria, baron Macumer, grand hiszpański żyjący na wygnaniu w Paryżu, gdzie daje lekcje hiszpańskiego księciu Chaulieu i jego córce. Jego prawdziwą tożsamość ujawnia Talleyrand. De Marsay odradza mu małżeństwo z Ludwiką, do którego dochodzi w 1825 roku. Umiera 4 lata później. Wzmianka o jego śmierci pojawia się w Blaskach i nędzach życia kurtyzany.
- Marian Gaston – drugi mąż Ludwiki. Młodszy z nieprawych synów lady Brandon. O jego dzieciństwie Balzac opowiada w Granatce.
- Renata de l’Estorade – z domu Maucombe, ze starej szlachty prowansalskiej. Po opuszczeniu klasztoru zostaje żoną i matką na prowincji. Jej mąż Ludwik, ocalony z bitwy pod Lipskiem, wspierany przez żonę robi karierę polityczną zostając deputowanym, parem Francji, kawalerem Legii Honorowej, wreszcie dyrektorem Izby Obrachunkowej. Po śmierci męża Renata zostaje "jedną z królowych Paryża" (Fałszywa kochanka). Pojawia się również w Urszuli Mirouët, Beatrix i Modeście Mignon[1][4].

W powieści pojawia się też szereg postaci znanych z innych utworów Komedii ludzkiej: Daniel d’Arthez, Józef Bridau, Diana d'Uxelles – księżna de Cadignan, Melchior de Canalis, Henryk de Chaulieu, Eleonora de Chaulieu, Atenais de Blamont-Chauvry – margrabina d’Espard i in.

## Cechy utworu
Listy dwóch młodych mężatek stanowią jedną z ważniejszych w Komedii ludzkiej analiz psychiki kobiecej. Poprzez zastosowanie gatunku powieści epistolarnej to same bohaterki wypowiadają się, komentują swoją sytuację, swoje plany i marzenia, co umożliwia czytelnikowi pełniejsze zrozumienie ich motywacji i ewolucji, jakie przechodzą pod wpływem kolejnych doświadczeń życiowych. Choć Balzak nie wskazuje żadnej z bohaterek jako wzoru do naśladowania, jego sympatia jest wyraźnie po stronie rozsądnej i rozumiejącej mechanizmy wielkiego świata Renaty (podobnie jak w Domu pod kotem z rakietką sympatyzuje z rozważną Wirginią, a nie romantyczną Augustyną). Pisarz wygłasza pochwałę energii i konsekwencji w działaniu, chęci przezwyciężania życiowych trudności, gdyż to one pozwalają (w tym wypadku Renacie) na zbudowanie względnie szczęśliwego życia mimo niesprzyjających warunków. Postawa "romantyczna", reprezentowana przez Ludwikę, zostaje przedstawiona w sposób wręcz satyryczny. Utwór jest jednak przede wszystkim refleksją nad losem i sytuacją kobiety w społeczeństwie współczesnym autorowi.
Na kartach powieści Balzac snuje refleksję nad małżeństwem, która brzmi: szczęście w małżeństwie jest możliwe, pod warunkiem, że zaangażujesz w zdobycie tego szczęścia całą swoją energię. Matka Armandy Ludwiki mówi do niej w przededniu małżeństwa: Twoje szczęście wymaga równie starannej uprawy jak twoja miłość. W tym sensie Listy dwóch młodych mężatek zajmują Studiach obyczajowych to samo miejsce, co Jaszczur w Studiach filozoficznych Komedii ludzkiej. Anna-Maria Baron uważa, że w powieści można odnaleźć Balzaka w osobach czterech protagonistów: Renaty i Ludwiki <<kobiecych wcieleniach mojej zabawy i rzeczywistości>>, Felipe <<kochanku gwałtownym i namiętnym>> i Marianie Gaston <<dramatycznym geniuszu, biednym i zapoznanym>>. Henry James, który w 1902 roku napisał przedmowę do pierwszego angielskiego wydania powieści interesował się obecnością Georges Sand w utworze, który jest jej dedykowany i różnym obliczom feminizmu u Balzaka.